# Бразильцы
Бразильцы (порт. Brasileiros) — одна из самых многочисленных наций мира, составляющая основное население Бразилии. Численность около 191 млн чел. (свыше 95 % населения страны; 1970, оценка), 189 млн человек (2008, оценка). Говорят на бразильском варианте португальского языка. Религия — католицизм, протестантизм.

## История
Бразильская нация сложилась в общих чертах во время колониальной деятельности Португалии в Южной Америке (1500—1822), поэтому бразильцы являются самой крупной отдельно взятой составляющей латиноамериканской культуры и являются крупнейшим неороманским народом. Доминирующим, а с середины XX в. практически единственным языком бразильцев становится португальский язык. В последнее время значительные группы бразильцев эмигрировали в другие страны мира, в первую очередь в США, Канаду, Великобританию, Португалию, Испанию и др. Бразильцев всего мира отличает необычайное расовое разнообразие при внутренней культурно-языковой сплочённости, базирующейся на сложной гомогенной смеси разнородных элементов.
Бразильцы сформировались в результате смешения пришлого населения XVI—XX веков (главным образом португальцев) с аборигенами-индейцами (группы племён тупи-гуарани, же и др.) и с вывезенными в XVI—XIX веках из Африки невольниками (йоруба, банту, эве, ашанти, хауса и др.). Вплоть до конца XVII века, из-за крайней немногочисленности женщин португальского происхождения, большинство населения имело смешанное происхождение от браков португальских мужчин с местными женщинами, в основном из народности тупи. С середины XIX века в Бразилию переселились также группы итальянцев, испанцев, поляков и др., а в XX века — японцев, китайцев, которые постепенно ассимилируются. В культуре современных бразильцев на севере страны сохраняются многие элементы индейской культуры, на северо-востоке — африканской, на юге — доминируют европейские элементы. В антропологическом отношении бразильцы принадлежат к разнообразным, в значительной части смешанным расовым типам: метисы, мулаты и т. д. На севере преобладают негроидные элементы, на юге — преимущественно европеоидные.

## Расовая классификация бразильцев
Современное правительство Бразилии традиционно классифицирует население страны по цвету кожи/расе. При переписи населения выделяются следующие расовые группы:
- Белые (См. Белые бразильцы) 49,7 % (94 млн чел.)
  - Внутри белых бразильцев выделяются в значительной степени смешанные европейские этнические группы в Бразилии, образовавшиеся в результате массовой иммиграции в Бразилию европейцев в конце XIX — нач. ХХ вв:
    - португальцы — Португальцы в Бразилии
    - итальянцы — Итальянцы в Бразилии
    - немцы — Немцы в Бразилии
    - испанцы — Испанцы в Бразилии
    - поляки — Поляки в Бразилии
    - украинцы — Украинцы в Бразилии и др.
- Негры (См. Афробразильцы) 6,7 %
- Цветные (См. парду, также кабокло, метисы, мулаты, самбо и др) 42,3 %

Многочисленные цветные группы и подгруппы (до 200 наименований оттенков кожи) возникли в Бразилии за более чем 500 лет официальной политики интенсивного расового отбеливания — поощрение процесса интенсивного смешения негритянского населения с белыми с целью «отбеливания» его фенотипа (внешности) и приближения к европейским идеалам. Наиболее широко распространение идеи «отбеливания» получили в Латинской Америке и особенно в Бразилии.
- Азиаты, имеющие в основном японское происхождение (См. Азиатские бразильцы) 0,7 %
  - Японцы в Бразилии
- Индейцы (См. Индейцы в Бразилии) 0,6 %

В отличие от США, где долгое время действовало правило одной капли крови, в Бразилии эти расовые категории в значительной мере условны, так как большинство населения имеет ту или иную примесь крови всех групп в стране и расовое самоопределение не предрешает судьбу человека в обществе. Сегрегация в Бразилии не практикуется ни де-юре, ни де-факто. Классовые различия в Бразилии имеют первостепенный характер, хотя они и тесно коррелируют с расовыми: чем темнее кожа, тем более высока вероятность низкого социального статуса человека и наоборот, однако индивидуальной инициативы (получение образования, усвоение европейских манер) достаточно для преодоления негативных последствий колониального менталитета.